# Île de Calypso
Pour les articles homonymes, voir Calypso (homonymie).
L'île de Calypso est une île fluviale de la Dordogne, située sur la commune de Carennac.

## Description
Elle s'étend sur plus de 1 km de longueur pour près de 400 m de largeur. La départementale 20 la traverse dans sa pointe sud pendant un peu plus de 100 m. 

## Histoire
Fénelon séjourna sur l'île qu'il décrit dans Les Aventures de Télémaque.